# 伊奈氏
伊奈氏（いなし）は、日本の氏族。伊那氏、井奈氏とも呼ばれる。

## その出自
伊奈氏は清和源氏（源朝臣）足利氏の庶流と見るのが通説であるが、『寛政重修諸家譜』には藤原朝臣の系統と記載されている。また、おなじく清和源氏満快流（満快の曾孫為公の子孫）の系統とする説もある。

## 概要
通常の伊奈氏は上記のように清和源氏満快流または、足利氏の支流である吉良氏とも戸崎氏の分家ともいわれ、初め荒川氏を称していたが、荒川詮頼の曾孫荒川易氏（やすうじ）のときに将軍足利義尚から信濃国伊那郡の一部を与えられ、易氏の孫の易次（やすつぐ）の代に伊奈熊蔵と号したといわれる。
その易次は叔父の易正（やすまさ）との所領争いに敗れて居城を奪われたため、三河国に移り松平氏の家臣となり、その子伊奈忠基（ただもと）は松平広忠・徳川家康父子に仕えて三河国小島城（現在の愛知県西尾市）を居城としたという。
忠基の嫡男伊奈貞政（さだまさ）の系統は伊奈昭綱（あきつな）のときに起こった福島正則家臣と昭綱家臣の揉め事に激怒した正則が昭綱に切腹を強要、家康も一時は庇ったものの、最終的には昭綱に切腹を命じたことから継嗣なく絶家した。
もう一人の子の伊奈忠家（ただいえ）の系統は伊奈忠次が徳川家康に仕え、家康の武蔵国江戸入国に従って代官頭（関東郡代の前身）となり、徳川氏の関東領国支配の中心的役割を担った。忠次はその後譜代大名として武蔵小室藩の初代藩主となり、長男の伊奈忠政が2代藩主となったが、3代伊奈忠勝の代で無嗣除封となった。忠次の次男伊奈忠治の系統は旗本となり関東郡代を世襲した（ただし、近年では伊奈氏が就いたのは関東代官であり、関東郡代は伊奈氏の自称に過ぎなかったとする説がある）。

## 系図
※ 太線は実子、二重線は養子。
```
忠基

 ┣━━━━━┓

貞政
　　　　
忠家

 ┃　　　　　┃

昭忠
　　　　
忠次

 ┣━━┓　　┣━━━━━━━━┳━━┳━━━━━━━━┳━━━━━━━━━━━━━━┓

昭応
　
昭綱
　
忠政
　　　　　　　
忠治
　
忠武
　　　　　　　
忠公
　　　　　　　　　　　　　
忠雪

　　　　　　 ┣━━┓　　　　　┣━━┳━━┓　　　　　┣━━━━━━━━┳━━┓　　┣━━┓
　　　　　　
忠勝
　
忠隆
　　　　
忠克
　
治詣
　
忠重
　　　　
忠易
　　　　　　　
忠往
　
忠利
　
忠直
　
忠泰

　　　　　　　　　 ┃　　　　　┃　　　　　┣━━┓　　┣━━┳━━┓　　┃　　　　　┃　　┃
　　　　　　　　　
宗英
　　　　
忠常
　　　　
忠則
　
忠長
　
忠知
　
忠房
　
忠真
　
忠嗣
　　　　
忠有
　
忠永

　　　　　　　　　 ┃　　　　　┣━━┓　　┃　　┃　　　　　┃　　∥　　　　　　　　　　　∥━━┓
　　　　　　　　　
貞長
　　　　
忠篤
　
忠順
　
忠盛
　
忠義
　　　　
忠諠
　
忠富
　　　　　　　　　　
忠英
　
忠居

　　　　　　　　　 ┣━━━━━┓　　┃　　┃　　∥　　　　　┃　　∥　　　　　　　　　　　┃
　　　　　　　　　
忠義
　　　　
忠逵
　
忠辰
　
忠衡
　
忠正
　　　　
忠幸
　
忠貞
　　　　　　　　　　
忠寄

　　　　　　　　　 ┣━━┓　　┣━━━━━┓　　　　　　　　　　　　　　　　　　　　　　　∥
　　　　　　　　　
忠豊
　
忠賢
　
忠宥
　　　　
忠侯
　　　　　　　　　　　　　　　　　　　　　　
忠明

　　　　　　　　　 ┃　　∥　　∥　　　　　┃
　　　　　　　　　
忠孚
　
忠寛
　
忠敬
　　　　
忠利

　　　　　　　　　　　　　　　 ∥━━┓　　┣━━┓
　　　　　　　　　　　　　　　
忠尊
　
忠善
　
忠盈
　
惟忠
```